# Fábio Carille
Fábio Luiz Carille de Araújo, genannt Fábio Carille, (* 26. September 1973 in São Paulo) ist ein brasilianischer Fußballtrainer und ehemaliger -spieler.

## Karriere

### Als Spieler
Als Spieler trat Carille als Fábio Luiz an. Er begann seine Spielerkarriere beim unterklassigen Sertãozinho FC zunächst im Futsal und später im Feldfußball an. Er entwickelte sich zum Innenverteidiger, trat alternativ auch auf der linken Abwehrseite an. 1993 wechselte zum EC XV de Novembro (Jaú). Dieser verlieh ihn 1994 an Portuguesa und ab August 1995 an den SC Corinthians. Die Leihe soll ab 2. August 1995 gültig gewesen sein. Am 10. August gewann Corinthians Finale des Copa do Brasil 1995 gegen den Grêmio FBPA. Ob Carille in der Partie im Aufgebot stand, ist nicht nachgewiesen. Mit Corinthians konnte er erstmals in der Série A, der obersten Spielklasse im brasilianischen Fußball, antreten. Zur Saison 1996 wechselte Carille zum Iraty SC. Dieser verlieh ihn in der Regel bis zum Vertragsende im Jahr 2000 an andere unterklassige Klubs. Nur mit dem Paraná Clube konnte 1996 und 1997 noch erstklassig spielen. Nur 2002, wieder mit Paraná, war ihm dieses nochmal vergönnt. Im Folgejahr wagte er den Sprung ins Ausland. Er nahm ein Angebot aus China von Guangzhou Evergrande an, welcher in der Saison in der zweiten chinesischen Liga spielte. Mit Ende der Leihe kehrte er 2004 in seine Heimat zurück. Hier trat bis 2007 noch für Klubs aus nachklassigen Ligen an, zuletzt bei Grêmio Barueri.

### Als Trainer
Bei Grêmio Barueri übernahm Carille gleich nach Beendigung seiner Laufbahn als Aktiver 2007 sein erstes Amt als Cheftrainer. Nachdem der Klub seinen Trainer Sérgio Soares entlassen hatte, übernahm er die Führung bis zum Ende der Saison. Im Anschluss wurde er bei Barueri Assistenztrainer und zeitweise Nachwuchstrainer.
2009 ging er zum SC Corinthians. Hier begann er zunächst auch eine Tätigkeit als Assistenztrainer. In den Jahren 2010 und 2016 sprang er nach Trainerentlassungen als Interimstrainer ein. 2016 zunächst in der Staatsmeisterschaft von São Paulo und dann im September für zwei Spieltage der Série A 2016 nach der Kündigung von Cristóvão Borges. Zur Saison 2017 schenkte ihm der Klub das Vertrauen und setzte ihn als Cheftrainer ein. Dieses sollte sich für Corinthians lohnen. Carille lotste die Mannschaft im Mai zunächst zum Gewinn der Staatsmeisterschaft 2017, dem 28. Titel in diesem Turnier. In der Série A 2017 steuerte er diese zum siebten Meistertitel von Corinthians. Dieses mit neun Punkten Vorsprung vor dem Vorjahresmeister und großem Lokalrivalen der SE Palmeiras. Der Erfolg brachte ihm auch die Auszeichnungen als bester Trainer beim Bola de Prata und beim Prêmio Craque do Brasileirão ein. In der Staatsmeisterschaft 2018 konnte der Erfolg wiederholt werden. In der Série A 2018 verließ er nach dem sechsten Spieltag den Klub. Zu dem Zeitpunkt lag der Klub auf dem dritten Tabellenplatz.
Carille hatte ein Angebot aus Saudi-Arabien von al-Wahda angenommen. Er blieb in dem Land bis Dezember des Jahres. Dann nahm al-Wahda ein Angebot seines Ex-Klubs Corinthians für eine Ablöse an. Die Ablösesumme betrug 700.000 US-Dollar. Gleich zu seinem Einstand gewann er erneut die Staatsmeisterschaft 2019. Corinthians kündigte ihm nach dem 30. Spieltag der Série A 2019. Der Klub lag auf dem achten Platz.
Im Februar 2020 ging Carille zum zweiten Mal nach Saudi-Arabien. Er unterzeichnete hier beim Ittihad FC. In der Saison 2019/20 belegte man den elften Platz und in der Spielzeit 2020/21 den dritten. Aufgrund dessen erhielt der Trainer im Juni 2021 eine Vertragsverlängerung um ein Jahr. Zwei Monate nach der Verlängerung wurde er entlassen. Der Klub hatte das Spiel um den Arab Club Champions Cup gegen Raja Casablanca verloren (4:4 / 4:3 i. E.) und Carille sich mit dem Vorstand über Spielerverpflichtungen gestritten.
Im September 2021 wurde Carille zum Trainer beim FC Santos. Deren Trainer Fernando Diniz war nach dem 19. Spieltag der Série A 2021 entlassen worden. Zu dem Zeitpunkt lag Santos auf dem 13. Platz. Der Kontrakt erhielt eine Laufzeit bis Jahresende 2022. Am Ende der Meisterschaft konnte er mit dem Klub den zehnten Platz und die Teilnahme an der Copa Sudamericana 2022 erreichen. Nach einem schlechten Start in die Staatsmeisterschaft 2022, wurde Carille im Februar entlassen. In sieben Spielen gibt es zwei Siege, drei Unentschieden und zwei Niederlagen. Im April bekam er dann bei Athletico Paranaense einen Zweijahreskontrakt. Er ersetzte Alberto Valentim do Carmo Neto, welcher nach dem ersten Spieltag der Série A 2022 gehen musste. Carille selbst musste Anfang Mai, nach einer 5:0–Niederlage beim Club The Strongest aus Bolivien in der Gruppenphase der Copa Libertadores 2022, wieder gehen. In seinen 21 Tage bei dem Klub gab es wettbewerbsübergreifend sieben Spiele, vier Niederlagen und drei Siege.
Im Juni 2022 ging Carille nach Japan, ⁣⁣ um die Mannschaft des V-Varen Nagasaki zu betreuen. Mit dem Klub aus Nagasaki trat er in der zweiten japanischen Liga an. In der J2 League 2022 belegte der Klub den elften Platz und in der J2 League 2023 den siebten. Nach Abschluss der Saison kehrte Carille in seine Heimat zurück. Er nahm ein Angebot an, den FC Santos zum zweiten Mal zu trainieren. Der Klub war erstmalig aus der Série A in die Série B abgestiegen. In der Série A 2023 hatte Santos den 17. Platz belegt und musste in der Série B 2024 antreten. Dieses galt erster Abstieg. Zuvor war Santos nur in der Copa Brasil 1979 nicht in der ersten Liga angetreten. In dem Jahr war es allerdings eine Verweigerung aus Protest. Der Kontrakt war bis Jahresende 2024 befristet und enthielt die Option um die Verlängerung um ein weiteres. Mit Santos sicherte er sich vorzeitig die Meisterschaft am vorletzten Spieltag. Kurioserweise wurde er danach, noch vor dem letzten Spieltag entlassen. Trotz des Gewinns der Meisterschaft war die Spielweise von Santos bei den Fans des Klubs unter erhebliche Kritik geraten und mit Aussagen hierzu auch mit dem Vorstand uneins geworden.
Im Dezember 2024 gab der CR Vasco da Gama bekannt, Carille als Trainer für die Saison 2025 eingestellt zu haben. In der Staatsmeisterschaft von Rio de Janeiro führte er die Mannschaft bis ins Halbfinale und belegte im Gesamtklassement den dritten Platz. Ende April wurde er wieder entlassen. In der Série A 2025 lag der Klub zu dem Zeitpunkt nach dem sechsten Spieltag auf dem 11. Platz und hatte die dritte Auswärtsniederlage in Folge erlitten. Carille führte Vasco in 21 Spielen, mit einer Bilanz von neun Siegen, fünf Unentschieden und sieben Niederlagen, was einer Erfolgsquote von 50,7 % entspricht.
Anfang Juli nahm ihn der Ligakonkurrent von Vasco EC Vitória unter Vertrag.

## Erfolge
Corinthians als Spieler
- Copa do Brasil: 1995

Corinthians als Trainer
- Staatsmeisterschaft von São Paulo: 2017, 2018, 2019
- Campeonato Brasileiro de Futebol: 2017

Santos
- Série B: 2024

Auszeichnungen
- Bola de Prata: 2016 – Bester Trainer
- Prêmio Craque do Brasileirão: 2016 – Bester Trainer, bester neuer Trainer